# Broadcom Corporation
Broadcom Corporation és una empresa nord-americana de semiconductors sense fables que fa productes per a la indústria de la comunicació sense fil i de banda ampla. Va ser adquirit per Avago Technologies el 2016 i currently opera com a filial de propietat total de l'entitat fusionada Broadcom Inc.
Broadcom Corporation va ser fundada per la parella professor-estudiant Henry Samueli i Henry Nicholas de UCLA el 1991. El 1995 la companyia es va traslladar de la seva oficina de Westwood, Los Angeles, a Irvine, Califòrnia. El 1998, Broadcom es va convertir en una empresa cotitzada a la borsa NASDAQ (símbol de ticker: BRCM) i dona feina a unes 11.750 persones a tot el món en més de 15 països.
El 2012, els ingressos totals de Broadcom van ser de 8.010 milions de dòlars. A partir del 2011, Broadcom es trobava entre els 10 millors proveïdors de semiconductors de Gartner per ingressos. Broadcom va aterrar per primera vegada al Fortune 500 el 2009, i va pujar al lloc número 327 el 2013.
Broadcom és coneguda com una empresa sense fabricació. Subcontracta tota la fabricació de semiconductors a fundicions, com ara GlobalFoundries, Semiconductor Manufacturing International Corporation, Silterra, TSMC i United Microelectronics Corporation. L'empresa té la seu a Irvine, Califòrnia. Des del 2018, l'empresa té la seva seu en un campus central fet a mida al sud del Gran Parc del Comtat d'Orange. La companyia originalment tenia la intenció d'ocupar tot el campus, però després de l'adquisició d'Avago, va vendre el lloc a FivePoint Holdings i després va llogar només dos dels quatre edificis.